# Therlinya nasuta
Therlinya nasuta är en spindelart som beskrevs av Gray och Smith 2002. Therlinya nasuta ingår i släktet Therlinya och familjen Stiphidiidae.
Artens utbredningsområde är Queensland. Inga underarter finns listade i Catalogue of Life.